# Montacuta percompressa
Montacuta percompressa är en musselart som beskrevs av Dall 1899. Montacuta percompressa ingår i släktet Montacuta och familjen Lasaeidae. Inga underarter finns listade i Catalogue of Life.